# Pfarrkirche Hainfeld (Niederösterreich)

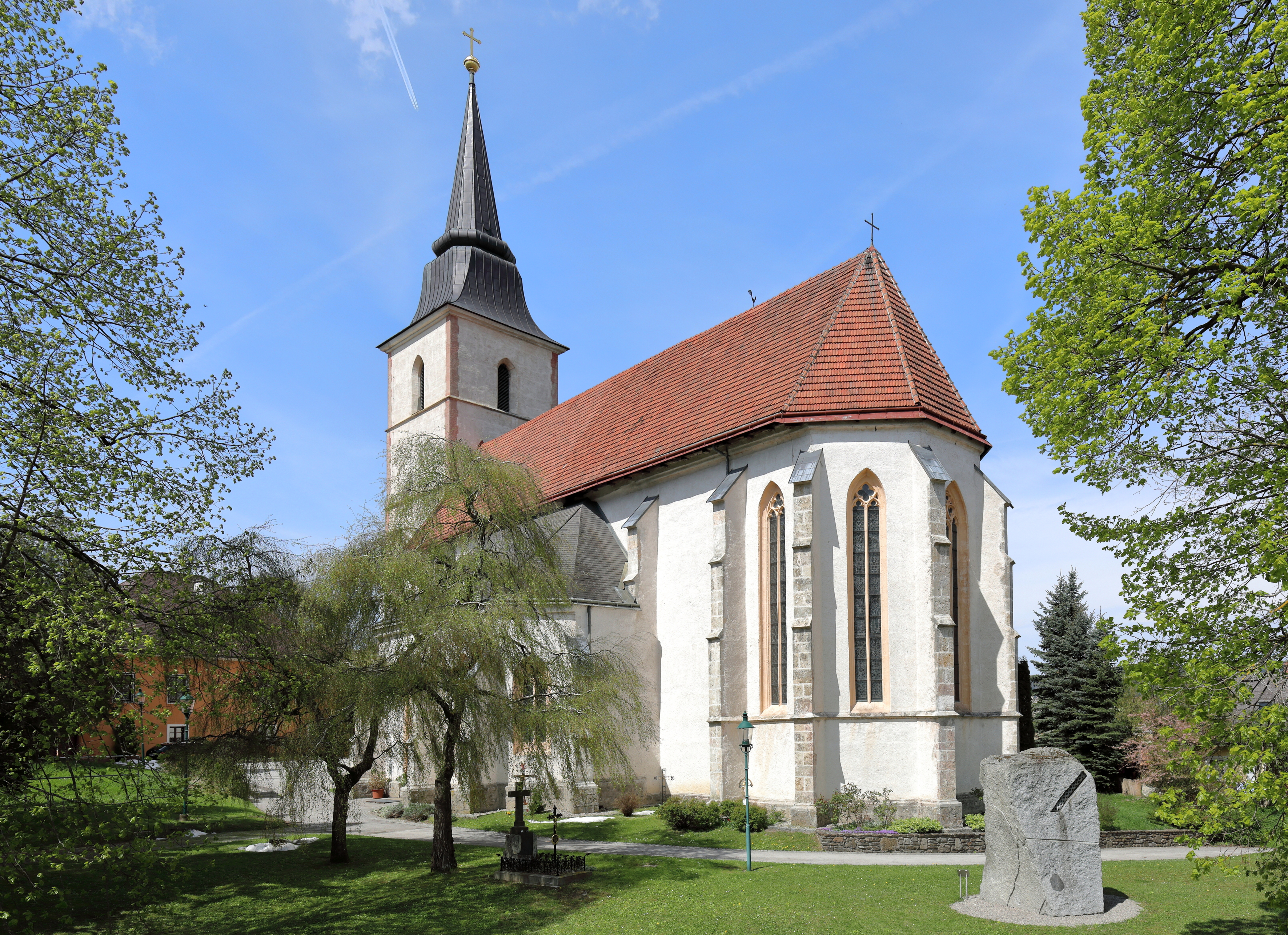
Katholische Pfarrkirche hl. Andreas in Hainfeld

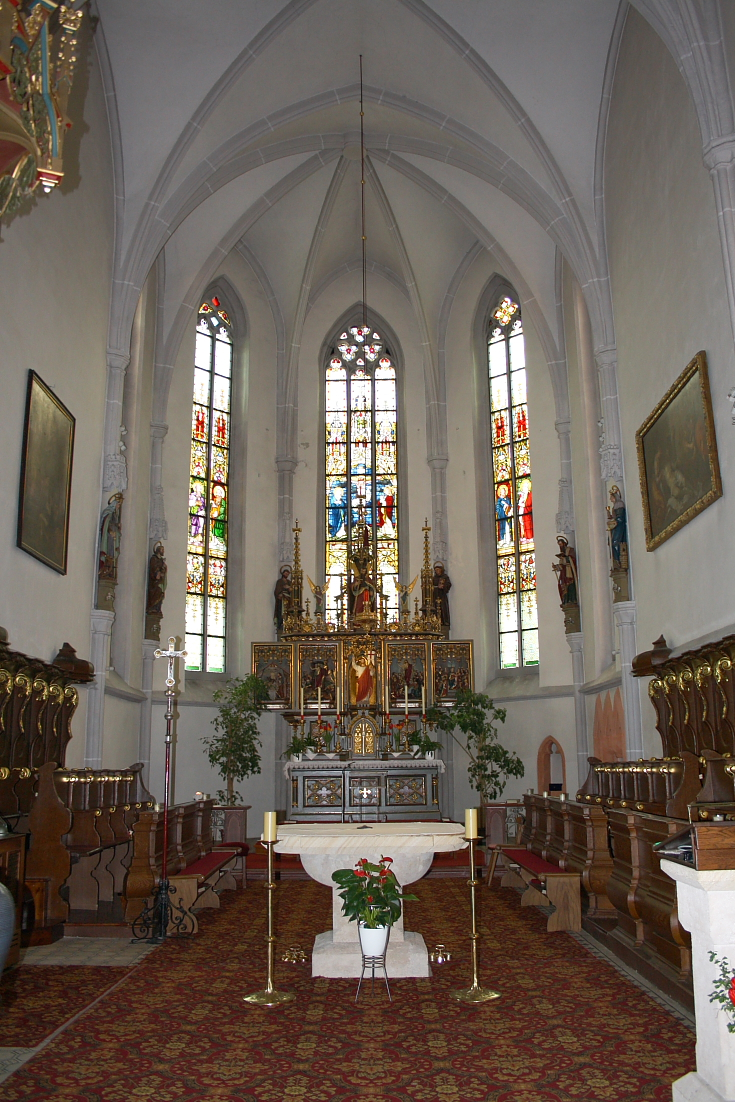
Der Hochaltar im Chorschluss

Die römisch-katholische Pfarrkirche Hainfeld steht erhöht im Südwesten über dem Ort Hainfeld in der Stadtgemeinde Hainfeld im Bezirk Lilienfeld in Niederösterreich. Die dem Patrozinium des hl. Andreas unterstellte Pfarrkirche – dem Stift Göttweig inkorporiert – gehört zum Dekanat Lilienfeld in der Diözese St. Pölten. Die Kirche und der ehemalige Friedhof stehen unter Denkmalschutz (Listeneintrag).

## Geschichte
Die gotische Kirche wurde wahrscheinlich auf der Stelle des älteren ehemaligen Burgstalls Hainfeld erbaut.

## Architektur
Die Kirche ist von der ehemals wehrhaften, teils erhaltenen spätmittelalterlichen Bruchsteinmauer eines ehemaligen Friedhofes umgeben. Nördlich zeigt ein Abschnitt der Kirchhofmauer Schießscharten und den Absatz des ehemaligen Wehrganges.
Der zweischiffige Kirchenbau hat einen Chor mit einem Fünfachtelschluss und wirkt im dritten Langhausjoch, bedingt durch die Öffnung zu einer südlichen Seitenkapelle, dreischiffig. Der mächtige wehrhafte, weithin sichtbare Westturm steht seitlich versetzt vor der Westfront und hat seitlich ein Treppentürmchen.

## Ausstattung
Der Hochaltar als Flügelaltar zeigt die Bilder Ölberg und Dornenkrönung, gemalt von Ludwig Haase 1897. Das zweireihige Chorgestühl ist aus der Mitte des 18. Jahrhunderts.
Die Orgel mit 16 Registern baute Johann Lachmayr 1902 in einem dreiteiligen neugotischen Gehäuse.